# IC 2085
IC 2085 — галактика типу SB0 (компактна витягнута галактика) у сузір'ї Золота Риба.
Цей об'єкт міститься в оригінальній редакції індексного каталогу.